# Методи Спасов
Методи Спасов е български политик, юрист, активист на СДС. Роден е през 1926 г. в София в семейство на заможен търговец. Завършва Немското училище в София, а после и Военно средно училище. След 1944 завършва право в СУ. Заради „вражеския“ му произход е принуден няколко години да се прехранва като общ работник. След 1952 г. работи като юрисконсулт. Синът му е съден за противодържавна дейност през 1983 г. След 1989 г. става активен член на СДС, директор на Дирекцията за вероизповеданията, кмет на район Овча купел. Автор е на книгите „Създаването на СДС 1988 – 1991“, „Историята на СДС“, „Правителството на Филип Димитров“.